# Nicholas Pert
Nicholas Pert est un joueur d'échecs britannique né le 22 janvier 1981 à Ipswich.
Au 1er décembre 2019, il est le neuvième joueur anglais avec un classement Elo de 2 560 points.

## Biographie et carrière
Nicholas Pert remporta la médaille d'or au championnat du monde des moins de 18 ans en 1998.
Grand maître international depuis 2001, Pert remporta le championnat britannique de parties rapides en 2004. Il termina deuxième du championnat britannique en 2010. En 2015, il finit 2e-4e du championnat national.  La même année, il participa au premier championnat britannique à élimination directe et fut battu en finale  par David Howell.
Pert a été sélectionné  trois fois  comme échiquier de réserve (remplaçant) de l'équipe d'Angleterre aux olympiades d'échecs : en 2008, 2012 et 2018. Lors de l'Olympiade d'échecs de 2018, l'équipe d'Angleterre finit cinquième de la compétition (Pert réalisa quatre parties nulles),.

## Publication
- (en) Amateur to IM: Proven Ideas and Training Methods, Mongoose Press, 2012